# فرودگاه ویرجینیا هایلندز
فرودگاه ویرجینیا هایلندز  (به انگلیسی: Virginia Highlands Airport)  یک فرودگاه همگانی باربری  است که یک باند فرود آسفالت دارد و طول باند آن ۱۳۶۲ متر است. این فرودگاه در  کشور ایالات متحده آمریکا قرار دارد و در ارتفاع ۶۳۶ متری از سطح دریا واقع شده است.